# ラメ函数
数学の分野におけるラメ函数（ラメかんすう、英: Lamé function）あるいは楕円型調和函数（ellipsoidal harmonic function）とは、二階の常微分方程式の一つとして知られるラメの方程式（Lamé's equation）の解である。論文 (Gabriel Lamé 1837) において初めて考えられた。ラメの方程式は、楕円座標でのラプラス方程式に対して適用される変数分離法にあらわれる。いくつかの特別な場合では、解をラメ多項式（Lamé polynomials）と呼ばれる多項式によって表現することが出来る。
ラメ函数についての詳細な議論は (Arthur Erdélyi, Wilhelm Magnus & Fritz Oberhettinger et al. 1955, Chapter XV) に見られる。
ラメの方程式とは次のようなものである。
{\displaystyle {\frac {d^{2}y}{dx^{2}}}=(A+B\wp (x))y.}
ここで A と B は定数で、{\displaystyle \wp } はヴァイエルシュトラスの楕円函数である。最も重要なケースでは、自然数 n に対して B は n(n + 1) で与えられ、このとき解は複素平面全体で定義される有理型関数となる。B が他の値を取る際には、解は分岐点を持つ。
独立変数を変えることで、ラメの方程式を次のような代数形式で記述することが出来る。
{\displaystyle {\frac {d^{2}y}{dt^{2}}}+{\frac {1}{2}}\left({\frac {1}{t-e_{1}}}+{\frac {1}{t-e_{2}}}+{\frac {1}{t-e_{3}}}\right){\frac {dy}{dt}}={\frac {A+Bt}{4(t-e_{1})(t-e_{2})(t-e_{3})}}y.}
これに対しある変数変換を行うことで、ホインの方程式の特別な場合を導くことが出来る。